# Júlio Matto
Júlio Alcide Matto Estoceres, né le 29 décembre 1951, est un ancien arbitre uruguayen de football, qui a été international de 1991 à 1996.

## Carrière
Il a officié dans des compétitions majeures : 
- Copa Libertadores 1996 (finale retour)
- Supercopa Sudamericana 1996 (match retour)